# Max Dougan
Maxwell Spalding Dougan, detto Max (Stoneyburn, 23 maggio 1938), è un ex calciatore scozzese, di ruolo difensore.

## Carriera
Dopo aver giocato nella seconda divisione scozzese con il Queen's Park Dougan nel 1963 si è trasferito in Inghilterra per giocare in prima divisione con il Leicester City: nella sua prima stagione con le Foxes oltre a giocare 5 partite nella prima divisione inglese contribuisce alla vittoria della Coppa di Lega, giocando tra l'altro da titolare in entrambe le partite della finale contro lo Stoke City. Rimane poi nel club per altre due stagioni, nelle quali gioca però complessivamente solo ulteriori 3 partite nella prima divisione inglese (una nella stagione 1964-1965 e 2 nella stagione 1965-1966) per poi scendere in quarta divisione al Luton Town: rimane agli Hatters per quattro stagioni consecutive, giocandovi 118 partite di campionato, e conquistando due promozioni (vince infatti la Fourth Division 1967-1968 e successivamente ottiene una promozione in seconda divisione al termine della Third Division 1969-1970, chiusa con un secondo posto in classifica). Continua poi a giocare a livello semiprofessionistico, prima con il Bedford Town e poi con il Dunstable Town.

## Palmarès

### Club

#### Competizioni nazionali
- Coppa di Lega inglese: 1

Leicester City: 1963-1964
- Campionato inglese di quarta divisione: 1

Luton Town: 1967-1968

#### Competizioni regionali
- Eastern Professional Floodlit Competition: 1

Bedford Town: 1970-1971